# Elmar Wadle
Elmar Wadle (* 24. August 1938 in Pirmasens; † 8. April 2025 in St. Ingbert) war ein deutscher Rechtswissenschaftler und Rechtshistoriker sowie Richter am Verfassungsgerichtshof des Saarlandes.

## Leben
Wadle studierte ab 1957 Rechtswissenschaften an der Ruprecht-Karls-Universität Heidelberg und der Ludwig-Maximilians-Universität München. Nach Absolvierung seiner ersten Staatsprüfung (1961) und seiner zweiten Staatsprüfung (1967) wurde er 1969 mit einer Arbeit zur Verfassungsgeschichte des 12. Jahrhunderts (Reichsgut und Königsherrschaft unter Lothar III.) in Heidelberg bei Siegfried Reicke und Götz Landwehr zum Dr. iur. utr. promoviert. 1974 habilitierte er sich in Heidelberg bei Adolf Laufs und Wolfgang Hefermehl mit der Schrift Fabrikzeichen und Markenrecht. Er war zunächst Privatdozent in Heidelberg, ab 1975 Wissenschaftlicher Rat und Professor an der Universität Bielefeld.
Wadle erhielt 1978 einen Ruf auf den Lehrstuhl für Deutsche Rechtsgeschichte und Bürgerliches Recht der Universität des Saarlandes. Er war 1987 bis 1988 Dekan der Rechts- und Wirtschaftswissenschaftlichen Fakultät. Als Emeritus (seit 2006) war er weiter in der Forschungsstelle Geschichte des Geistigen Eigentums in Saarbrücken tätig.
Von 1989 bis 2008 war er Richter (von 1995 bis 2008 Vizepräsident) des Verfassungsgerichtshofes des Saarlandes.

## Wirken
Die Forschungsschwerpunkte von Wadle waren insbesondere Gottes- und Landfriedensrecht im Mittelalter, die Entstehung des mittelalterlichen Strafrechts vom 11. bis 15. Jahrhundert, das Recht des geistigen Eigentums, das Urheber- und Markenrechts in der Zeit vom 18. Jahrhundert bis heute und dem französischen Recht in Deutschland im 19. und 20. Jahrhundert. Er publizierte zahlreiche wissenschaftliche Arbeiten und Aufsätze; er war von 1992 bis 2007 Mitherausgeber der Zeitschrift der Savigny-Stiftung für Rechtsgeschichte und mehrerer anderer wissenschaftlicher Schriften.
Wadle war Mitglied der katholischen Studentenverbindung KDStV Arminia Heidelberg im CV und zeitweise (1988–1993) deren Vorsitzender (Altherrensenior). Er war Mitglied der Vereinigung für Verfassungsgeschichte.
Elmar Wadle engagierte sich für zahlreiche Sozialprojekte im Heiligen Land. 1997 wurde er vom Kardinal-Großmeister Carlo Furno zum Ritter des Ritterordens vom Heiligen Grab zu Jerusalem ernannt und am 4. Oktober 1997 in Nürnberg durch Anton Schlembach, Großprior der deutschen Statthalterei, in den Orden investiert. Er war zuletzt Komtur des Ordens. Er war Mitglied im Deutschen Verein vom Heiligen Lande.

## Schriften (Auswahl)
- Reichsgut und Königsherrschaft unter Lothar III. (1125–1137). Ein Beitrag zur Verfassungsgeschichte des 12. Jahrhunderts (= Schriften zur Verfassungsgeschichte. Bd. 12, ISSN 0582-0553). Duncker & Humblot, Berlin 1969 (Zugleich: Universität Heidelberg, Dissertation 1969).
- Fabrikzeichenschutz und Markenrecht. Geschichte und Gestalt des deutschen Markenschutzes im 19. Jahrhundert. 2 Bände. Duncker & Humblot, Berlin 1977–1983 (Zugleich: Heidelberg, Universität, jur. Habilitations-Schrift, 1973/74);
  - Band 1: Entfaltung (= Schriften zur Rechtsgeschichte. Bd. 14), ISBN 3-428-03923-8
  - Band 2: Historisch-dogmatische Grundlinien (= Schriften zur Rechtsgeschichte. Bd. 30), ISBN 3-428-05391-5.
- Geistiges Eigentum. Bausteine zur Rechtsgeschichte. 2 Bände. Beck, München 1996–2003, ISBN 3-527-28788-4 (Bd. 1), ISBN 3-406-49802-7 (Bd. 2).
- Landfrieden, Strafe, Recht. Zwölf Studien zum Mittelalter (= Schriften zur europäischen Rechts- und Verfassungsgeschichte. Bd. 37). Duncker & Humblot, Berlin 2001, ISBN 3-428-09912-5.
- Französisches Recht in Deutschland. Acht Beiträge zur Geschichte des 19. Jahrhunderts (= Annales Universitatis Saraviensis. Rechts- und Wirtschaftswissenschaftliche Abteilung. Bd. 132). Heymanns, Köln u. a. 2002, ISBN 3-452-25017-2.
- Beiträge zur Geschichte des Urheberrechts. Etappen auf einem langen Weg (= Schriften zum Bürgerlichen Recht. Bd. 425). Duncker & Humblot, Berlin 2012, ISBN 978-3-428-13647-6.